# GitLab
GitLab(ギットラブ、ギットラボ)とはGitLab Inc.が開発したウェブ型のGitリポジトリマネージャーでオープンソースソフトウェアライセンスのウィキと問題追跡システムが使われている。
ソフトウェアはDmitriy ZaporozhetsとValery Sizovが開発した。2016年12月時点で企業には150人のチームメンバーと1,400人以上のオープンソース開発者がいる。IBM、ソニー、チューリッヒ研究センター、アメリカ航空宇宙局、アリババグループ、インビンシア、オライリーメディア、ライプニッツ研究センター、欧州原子核研究機構、欧州X線自由電子レーザー、スペースXといった企業や団体が利用している。
コードは当初Rubyで記述されていたが、一部は後にGoで書き直された。

## 歴史
- この製品はGitLabと命名され、MIT Licenseでのフリー・オープンソースソフトウェアとしてリリースされた[12]。
- 2013年7月[13]、製品は以下に分割された。
  - GitLab CE: Community Edition
  - GitLab EE: Enterprise Edition
  - この時点で、GitLab CEとGitLab EEのライセンスはMIT License下のフリー・オープンソースソフトウェアで維持された。
- 2014年2月、GitLabはオープンソースビジネスモデルの採用を発表し[14]、GitLab EEはプロプライエタリライセンスとし、CEバージョンには搭載しない機能で構成されることを発表した[15]。
- 2015年3月、GitLabはGitホスティングサービスGitorius（英語版）の買収を発表、最終的に先方のユーザーはGitLabへと移行することになった。
- 2015年7月、シードファンディング（英語版）で150万ドルを追加で調達した[16]。2015年時点で阿里巴巴集団、IBM、スペースXが顧客になっている[16]。
- 2015年8月、Mattermostを"GitLab Mattermost"としてGitLabに統合した[17]。
- 2015年9月、シリーズAファンディングでコースラ・ベンチャーズ（英語版）から400万ドルを調達した[18]。
- 2016年7月、GitLabのCEOは自社のオープンコア（英語版）ビジネスモデルを承認した[19] 。
- 2016年9月、シリーズBファンディングでオーガスト・キャピタル（英語版）などから2,000万ドルを調達した[20]。
- 2017年3月15日、GitLabはGitter（英語版）の買収を発表、Gitterはスタンドアローンのプロジェクトとして継続するとしている。加えて、2017年6月までにコードをMIT License下のオープンソースにするとしている[21]。
- 2017年10月、シリーズCファンディングでGV（英語版）などから2,000万ドルを調達した[22]。